# Імплантати сітківки
Імплантати сітківки — клас біомедичних технологій, здатних замінити собою сітківку ока в разі її пошкодження або дисфункції.
В даний час імплантати сітківки розробляються низкою приватних компаній і науково-дослідних інститутів по всьому світу. Імплантат призначений для часткового відновлення корисного зору людям, які втратили зір, зокрема, внаслідок дегенеративних захворювань очей, таких як пігментний ретиніт або макулярна дегенерація. У клінічних випробуваннях в даний час знаходяться три типи імплантатів сітківки: епіретинальних імплантати (на сітківці), субретинальної імплантати (позаду сітківки), і супрахоріоідальної імплантати (вище судинної оболонки). Імплантати сітківки надають користувачеві можливість бачити з низьким дозволом за допомогою електричної стимуляції збережених клітин сітківки. Такі зображення можуть бути достатніми для відновлення деяких візуальних здібностей, таких як сприйняття світла і розпізнавання об'єктів.
Імплантат сітківки Argus II отримав визнання на ринку в США [Архівовано 23 грудня 2014 у Wayback Machine.] в лютому 2013 року і в Європі в лютому 2011 року, ставши першим схваленим імплантатом. Пристрій може допомогти дорослим з пігментним ретинітом, які втратили здатність сприймати форми і руху, щоб бути більш мобільними і виконувати щоденні заходи. Субретинальной же пристрій, відоме як імплантат сітківки, спочатку було розроблено в Німеччині. Воно завершило багатоцентрові клінічні дослідження в Європі і була увінчана CE маркуванням в 2013 році, що робить його першим бездротовим субретинальной пристроєм, який може отримати визнання на ринку .

## Історія
Ферстер першим відкрив, що електрична стимуляція в потиличній корі може бути використана для створення візуальних сприйнять, фосфенів. Перший такий стимулятор для відновлення зору був розроблений докторами Брайндлі (англ. Brindley і Левіним (англ. Lewin в 1968 році. Цей експеримент продемонстрував життєздатність створення візуальних сприйнять за допомогою прямої електричної стимуляції, і це спонукало до створення інших таких пристроїв для стимуляції зорового шляху, в тому числі імплататів сітківки. Пристрої стимуляції сітківки стали об'єктом досліджень, так як приблизно половина всіх випадків сліпоти викликані пошкодженням сітківки. Розвиток імплататів сітківки було також частково мотивоване просуванням і успіхом кохлеарних імплантатів, який продемонстрував можливість відновлення значною сенсорної функції при обмеженою вхідної інформації.

## Кандидати
Оптимальними кандидатами для застосування імплантатів сітківки ока є такі захворювання сітківки, як пігментний ретиніт або вікова макулярна дегенерація. Ці хвороби призводять до сліпоти, впливаючи на фоторецепторні клітини в зовнішньому шарі сітківки, залишаючи внутрішній і середній шари сітківки без змін. Як мінімум, у пацієнта повинен бути недоторканий шар гангліозних клітин для того, щоб бути кандидатом для імплантації. Це може бути виявлено неінвазивним використанням оптичної когерентної томографії (ОКТ). Інші фактори, в тому числі кількість залишкового зору також враховуються при визначенні кандидатів на імплантацію сітківки. У пацієнтів з віковою макулярною дегенерацією, які можуть мати неушкоджені периферичний зір, імплантати сітківки можуть призвести до гібридної формі зору. В цьому випадку імплантат буде доповнювати залишився периферичний зір до центральної зорової інформації.

## Типи імплантатів сітківки
Є два основних типи імплантатів сітківки. Епіретинальні імплантати поміщають у внутрішню поверхню сітківки, а субретинальні імплантати поміщають між зовнішнім шаром сітківки і пігментним епітелієм сітківки.

### Епіретинальні імплантати

#### Принципи проектування
Епіретинальних імплантати розташовані на внутрішній поверхні сітківки, безпосередньо стимулюючи гангліозних клітини в обхід всіх інших шарів сітківки. Епіретинальні імплантати складаються з кремнієвої пластини з масивом платинових електродів, встановленого на внутрішньому шарі сітківки. Масив стабілізується за допомогою мікрогвоздей, з невеликим механічним тиском з боку склистого тіла. Епіретинальний імплантат вимагає зовнішню камеру для отримання зображень. Камера отримує зображення навколишнього середовища, обробляє зображення і передає інформацію про зображення на імплантованих електродний грати по бездротовому каналу телеметрії. Зовнішній передавач також потрібно, щоб забезпечити безперервне живлення імплантату за допомогою радіочастотної індукції або інфрачервоних лазерів. Зовнішня камера і чіп обробки зображення, як правило, встановлюється на окуляри пацієнта. Обробка зображень включає в себе зниження здатності зображення і перетворення зображення в просторовий і тимчасової шаблони стимуляції, для активації відповідних клітин сітківки.

#### Переваги
Епіретинальних імплантати мають ту перевагу, що вони обходять більшу частину сітківки, перекриваючи функцію гангліозних клітин у внутрішньому шарі сітківки. Таким чином, епіретинальні імплантати можуть забезпечити зорове сприйняття у людей із захворюваннями сітківки, такими, що виходять за межі фоторецепторного шару. Більшість електроніки може підтримувати пов'язані з нею зовнішні компоненти, що дозволяє знизити розміри імплантату і робити прості поновлення без додаткової операції. Зовнішня електроніка також дозволяє лікарю мати повний контроль над обробкою зображень і адаптувати обробку для кожного пацієнта. Крім того, специфіка розташування епіретинальних імплантатів дозволяє склоподібному тілу служити в якості тепловідводу для імплантату.

#### Недоліки
Основним недоліком епіретинальних імплантатів є необхідність зовнішнього пристрою, який може бути громіздким для шкарпетки. Зовнішня камера також змушує суб'єкта робити рух головою при зміні напрямку погляду. Епіретинальні імплантати можуть стимулювати не тільки гангліозних клітини, але і прилеглі аксони, які можуть бути пов'язані з іншими ретинотопними областями. Це може привести до злегка спотвореної стимуляції шаблону, яка повинна бути виправлена при електронній обробці. Крім того, стимуляція шару гангліозних клітин вимагає більш складних методів обробки зображень для того, щоб врахувати звичайну обробку, пов'язану з обділеними шарами сітківки. У той час як епіретинальний імплантат може бути стабілізовано тиском склоподібного тіла, може знадобитися додаткова механічна фіксація з використанням мікроцвяхів.

#### Клінічні дослідження
Перший епіретинальний імплантат, ARGUS, включав в себе кремнієву пластину з масивом з 16 платинових електродів. Фаза I клінічних випробувань ARGUS почалася в 2002 році імплантацією пристрою шести учасникам. Всі пацієнти повідомили про збільшення яскравості і дискретизації фосфенів, у деяких хворих відзначалося значне поліпшення зорової функції з плином часу. Майбутні версії ARGUS розробляються для все більш щільних матриць електродів, що дозволяє поліпшити просторова роздільність. Найновіший пристрій ARGUS II містить 60 електродів, і 200 електродне пристрій знаходиться в стадії розробки офтальмологів і інженерів в USC Eye Institute. ARGUS II отримало маркетингову атестацію в лютому 2011 року (CE Mark демонструє безпеку і продуктивність) і воно є в Німеччині, Франції, Італії та Великої Британії. Проміжні результати довгострокових досліджень на 30 пацієнтах були опубліковані в Ophthalmology in 2012 [Архівовано 16 жовтня 2016 у Wayback Machine.] . Argus II отримав схвалення від FDA США 14 квітня 2013 року. FDA Approval Boston Subretinal Implant Project розробила також ряд ітерацій функціональних епіретинальних імплантатів, і зосередилася на аналізі функцій імплантатів. Інший епіретинальний пристрій, здатний до навчання імплантат сітківки, було розроблено IIP technologies GmbH, та він почав проходити клінічні випробування. Четвертий епіретинальний пристрій, EPI-RET, було розроблено і почалися клінічні випробування у шести пацієнтів. EPI-RET містить 25 електродів і вимагає заміни кришталика на чіп приймача. Всі суб'єкти продемонстрували здатність до розрізнення різних просторових і тимчасових форм стимуляції.

### Субретиальні імплантати

#### Принципи проектування
Субретинальні імплантати знаходяться на зовнішній поверхні сітківки, між шаром фоторецепторів і пігментним епітелієм сітківки, безпосередньо стимулюючи клітини сітківки, спираючись на звичайну обробку внутрішнім і середнім шарами сітківки . Приклеїти субретинальний імплантат в цьому місці відносно просто, так як імплантат механічно обмежений відстанню між зовнішнім шаром сітківки і пігментним епітелієм сітківки. Субретинальний імплантат складається з кремнієвої пластини, що містить світлочутливі мікрофотодіоди, які генерують сигнали безпосередньо від вхідного світла. Падаючи світло, що проходить через сітківку генерує струми в мікрофотодіодах, які безпосередньо впорскують результуючий струм в основні клітини сітківки за допомогою массива мультиелектродів [en] . Структура мікрофотодіодів активується падаючим світлом, отже, стимулює типи біполярних, горизонтальних, амакрінових і гангліозних клітин, що призводить до візуального сприйняття вихідного падаючого зображення. В принципі, субретинальной імплантати не потребують будь-якого зовнішнього обладнання понад імплантованого мікрофотодіодного масиву. Тим не менш, деякі субретинальної імплантати вимагають живлення від зовнішньої схеми посилення сигналу зображення.

#### Переваги
Субретинальний імплантат має деякі переваги в порівнянні з епіретинальним імплантатом в плані простоти його розробки. Отримання світловий картини, її обробка і стимуляція — все здійснюється мікрофотодіодами, встановленими на одному чіпі, на відміну від епіретинальних імплантату, що вимагає зовнішньої камери, чіпа обробки, і імплантування безлічі електродів. Субретинальні розміщення також спрощує справу, так як розміщує стимулюючий масив в безпосередній близькості від пошкоджених фоторецепторів. Спираючись на функції інших шарів сітківки, субретинальной імплантати дозволяють нормальну внутрішню обробку сітківки, в тому числі посилення, що призводить до зниження загального порога негативної реакції. Крім того, субретинальні імплантати дозволяють переміщати погляд допомогою звичайних рухів очей. Ретинотопічна  стимуляція з субретинальних імплантатів спочатку більш точна, так як картина падаючого світла на мікрофотодіоди є прямим зображенням. Субретинальні імплантати вимагають мінімальну фіксацію, оскільки субретинальний простір механічно обмежена і пігментний епітелій сітківки створює негативне тиск у межах субретинального простору.

#### Недоліки
Основним недоліком субретинальних імплантатів є вимогливість достатності рівня падаючого світла для нормальної роботи мікрофотодіодов. Таким чином, субретинальні імплантати часто включають зовнішнє джерело живлення для посилення ефекту падаючого світла. Компактний характер субретинального простору накладає суттєві обмеження на розмір імплантату. Близькість між імплантатом і сітківкою також збільшує можливість термічного пошкодження сітківки від тепла, що виділяється імплантатом. Субретинальні імплантати вимагають неушкодженим внутрішнього і середнього шарів сітківки, і, отже, не придатні для захворювань сітківки, що виходять за зовнішній шар фоторецепторів. Крім того, втрата фоторецепторів може привести до утворення мембрани на кордоні пошкоджених фоторецепторів, яка, в свою чергу, може перешкоджати стимуляції і збільшення порогу стимуляції.

#### Клінічні дослідження
Optobionics була першою компанією, яка розробила субретинальний імплантат і перевірку в клінічних випробуваннях. У перших повідомленнях говорилося, що процедура імплантації безпечна, і всіма учасниками випробувань було відзначено м'яке поліпшення зорової функції і часткове повернення сприйняття світла. Поточна версія цього пристрою була імплантована 10 пацієнтам, кожен з яких повідомив про поліпшення в сприйнятті зорових деталей, в тому числі контрасту, форми і руху. Компанією Retina Implant AG в Німеччині був також розроблений субретинальний імплантат, який пройшов клінічні випробування у дев'яти пацієнтів. Досліди були відкладені через невдачі і провали. Пристрій Retina Implant AG містить 1500 мікрофотодіодів, що дозволяє підвищити просторову роздільну здатність, але потребує зовнішнього джерела живлення. Retina Implant AG повідомив 12 місячні результати по дослідженню в Alpha IMS study в лютому 2013, показавши, що шість з дев'яти пацієнтів мали відмови пристрою протягом дев'яти місяців після імплантації, Proceedings of the royal society B [Архівовано 5 березня 2016 у Wayback Machine.] і що п'ять з восьми суб'єктів повідомили про різні імпланти -опосредованних зорових сприйняттях в повсякденному житті. У одного було пошкодження зорового нерва і він не сприймав стимуляції. Результати всіх клінічних випробувань на сьогоднішній день показують, що пацієнти, які отримали субретинальні імплантати, повідомляють про сприйняття фосфенів, деякі набирають здатність до виконання основних візуальних завдань, таких як розпізнавання форми і виявлення руху.

## Просторова роздільна здатність
Якість зору, очікувана від імплантату сітківки, в значній мірі базується на максимальному просторовому вирішенні імплантату. Поточні прототипи імплантатів сітківки здатні забезпечити низький дозвіл пікселізації зображення. «Сучасний стан» імплантатів сітківки включає 60-100 каналів, що є достатнім для розпізнавання об'єктів і повсякденної діяльності. Проте, моделювання отриманих пікселізовану зображень не дозволяє вважати, що все електроди імплантату знаходяться в контакті з бажаної кліткою сітківки. Таким чином, очікується, що просторове дозвіл в цьому випадку, ще нижче, так як деякі з електродів не можуть функціонувати оптимально. Випробування читанням показали, що продуктивності 60 канального імплантату досить, щоб частково відновити здатність читання, але тільки при значному збільшенні тексту. Подібні експерименти, що оцінюють ступінь навігаційної можливості пікселізовану зображень показали, що 60 каналів було досить для досвідчених суб'єктів, в той час як недосвідченим потрібно 256 каналів. Цей експеримент, отже, не тільки продемонстрував функціональні можливості, що надаються візуальної зворотним зв'язком низького дозволу, але і здатність адаптуватися і поліпшуватися з часом. Проте, ці експерименти базуються лише на моделюванні слабкого зору у нормальних суб'єктів, а не клінічних випробувань імплантованих пацієнтів. Число електродів, необхідних для читання або кімнатної навігації у імплантованих суб'єктів, може відрізнятися, і має бути проведено подальше тестування серед даних пацієнтів для визначення необхідного просторового дозволу для конкретних візуальних завдань.
Результати моделювання показують, що 600—1000 електродів потрібно для того, щоб можна було виконувати широкий спектр завдань, в тому числі читання, розпізнавання осіб, і навігацію по кімнатах. Таким чином, наявне просторову роздільну здатність імплантатів сітківки необхідно збільшити в 10 разів, у той час як вирішення наявних імплантатів занадто мало для того, щоб відновити в достатній мірі зорові функції для цих завдань.

## Поточний статус і перспективи розвитку
Клінічні звіти на сьогоднішній день продемонстрували змінний успіх, всі пацієнти повідомляють, принаймні, про деяке відчуття світла від електродів, і менша частина про розширення зорової функції, наприклад, ідентифікація світлих і темних областей. Клінічні звіти показують, що навіть з низьким дозволом, імплантати сітківки потенційно корисні в забезпеченні деякого подібності зору людей, які в іншому випадку не мали б ніякого. Залишається неясною величина зниження рівня зору, при використанні імплантатів сітківки, щоб збалансувати ризики, пов'язані з хірургічною процедурою, особливо для пацієнтів з неушкодженим периферичним зором. Деякі інші аспекти імплантатів сітківки повинні бути розглянуті в подальших дослідженнях, в тому числі довгострокова стабільність імплантатів і нейропластічності сітківки при тривалій стимуляції.